# Courtney Hurley
Courtney Hurley, född den 30 september 1990 i Houston, Texas, är en amerikansk fäktare som ingick i USA:s lag som tog OS-brons i damernas lagtävling i värja i samband med de olympiska fäktningstävlingarna 2012 i London.